# Episodi di 90210 (seconda stagione)

Titoli di testa della stagione

La seconda stagione della serie televisiva 90210 è andata in onda in prima visione dall'8 settembre 2009 al 18 maggio 2010 sul canale The CW.
In Italia, la stagione è stata trasmessa dal 12 giugno al 4 settembre 2010 su Rai 2 in anteprima esclusiva.
La stagione si caratterizza per un completo restyling creativo. Viene introdotta una nuova sigla d'apertura (più semplice e di minor effetto), viene dato maggiore spazio alle dinamiche di gruppo creando delle "fazioni" (Naomi-Erin-Adrianna da una parte, Liam-Navid-Dixon-Teddy dall'altra, con Annie messa per un po' in disparte) e viene adottato un sistema narrativo più "classico" che esplora le varie storyline con molta calma, legando però ogni episodio al successivo grazie a dei piccoli cliffhanger. Viene anche notevolmente ridotto lo spazio dato ai genitori e ai personaggi della serie originale Beverly Hills 90210. Infine, viene esplorato maggiormente l'ambiente di Los Angeles con diverse scene ambientate in esterni, soprattutto in spiaggia e in locali esclusivi della città californiana. Diminuiscono poi le guest star che però vengono usate per archi narrativi più lunghi rispetto alla prima stagione, come ad esempio quelli di Sasha e Jasper.
| nº | Titolo originale                  | Titolo italiano          | Prima TV USA      | Prima TV Italia  |
| -- | --------------------------------- | ------------------------ | ----------------- | ---------------- |
| 1  | To New Beginnings!                | Un nuovo inizio          | 8 settembre 2009  | 12 giugno 2010   |
| 2  | To Sext or Not To Sext            | La vendetta di Naomi     | 15 settembre 2009 | 12 giugno 2010   |
| 3  | Sit Down, You're Rocking the Boat | Mal di mare              | 22 settembre 2009 | 19 giugno 2010   |
| 4  | The Porn King                     | Verità nascoste          | 29 settembre 2009 | 19 giugno 2010   |
| 5  | Environmental Hazards             | Guai in vista            | 6 ottobre 2009    | 26 giugno 2010   |
| 6  | Wild Alaskan Salmon               | Amore perduto            | 13 ottobre 2009   | 3 luglio 2010    |
| 7  | Unmasked                          | Senza maschera           | 20 ottobre 2009   | 3 luglio 2010    |
| 8  | Women's Intuiton                  | Intuito femminile        | 3 novembre 2009   | 10 luglio 2010   |
| 9  | A Trip to the Moon                | Viaggio sulla Luna       | 10 novembre 2009  | 17 luglio 2010   |
| 10 | To Thine Own Self Be True         | Sincerità prima di tutto | 17 novembre 2009  | 17 luglio 2010   |
| 11 | And Away They Go                  | Un piano perfetto        | 1º dicembre 2009  | 24 luglio 2010   |
| 12 | Winter Wonderland                 | Racconti d'inverno       | 8 dicembre 2009   | 31 luglio 2010   |
| 13 | Rats and Heroes                   | Malintesi                | 9 marzo 2010      | 31 luglio 2010   |
| 14 | Girl Fight                        | Guerra tra donne         | 16 marzo 2010     | 7 agosto 2010    |
| 15 | What's Past is Prologue           | Siamo solo all'inizio    | 23 marzo 2010     | 7 agosto 2010    |
| 16 | Clark Raving Mad                  | Risvolti imprevisti      | 30 marzo 2010     | 14 agosto 2010   |
| 17 | Sweaty Palms and Weak Knees       | Il gioco delle coppie    | 6 aprile 2010     | 14 agosto 2010   |
| 18 | Another Another Chance            | Un'altra possibilità     | 13 aprile 2010    | 21 agosto 2010   |
| 19 | Multiple Choices                  | Esami finali             | 27 aprile 2010    | 21 agosto 2010   |
| 20 | Meet the Parent                   | Metti una sera a cena    | 4 maggio 2010     | 28 agosto 2010   |
| 21 | Javianna                          | Javianna                 | 11 maggio 2010    | 4 settembre 2010 |
| 22 | Confessions                       | Confessioni              | 18 maggio 2010    | 4 settembre 2010 |

## Un nuovo inizio
- Titolo originale: To New Beginnings!
- Diretto da: Stuart Gillard
- Scritto da: Rebecca Sinclair

### Trama
Per nascondere ad ogni costo l'incidente e la sua fuga, Annie ha trascorso l'estate evitando tutte le persone che conosce. A causa della telefonata alla polizia di Annie la notte della festa a casa di Naomi, invece, tutti gli altri studenti hanno dovuto frequentare la scuola estiva: per questo motivo ora tutti odiano Annie, soprattutto Naomi. Il rapporto di Dixon ed Annie va in crisi quando Dixon pensa che Annie abbia dormito con Liam. Annie scopre che la persona che ha investito è morta. Naomi, Silver e Adrianna trascorrono gli ultimi giorni d'estate al Beverly Hills Beach Club. Qui Adrianna incontra Teddy Montgomery, il suo ex ragazzo e giocatore professionista di tennis che quest'anno frequenterà il West Beverly. Dixon scopre che Ethan ha baciato Silver prima di partire e chiude definitivamente la storia con lei. Navid vorrebbe trascorrere la notte con Adrianna e prepara una serata romantica in una cabina del Beach Club ma Adrianna gli dice di voler aspettare. Annie si ubriaca insieme a Mark, uno studente dell'ultimo anno, e dorme con lui nella cabina del Beach Club che Navid aveva preparato per lui e Adrianna. Il primo giorno di scuola Mark mostra ai suoi amici una foto nuda di Annie e Naomi riesce ad impossessarsene.

## La vendetta di Naomi
- Titolo originale: To Sext or Not To Sext
- Diretto da: Janice Cooke
- Scritto da: Mark Driscoll

### Trama
Naomi decide di rovinare la vita di Annie inviando a tutta la scuola la sua foto nuda, riuscendo a mantenere l'anonimato mentre Annie è obbligata a mentire dicendo di aver dormito con Liam. Questa finta confessione la allontana ancora di più dai suoi genitori e da Dixon. Nel frattempo, Ryan comincia a chiedersi se la sua relazione con Jen sia la cosa giusta per lui e Silver decide di riconquistare Dixon. Liam torna al West Beverly e cerca di scusarsi con Naomi e le dice che non è Annie la ragazza con cui ha dormito la sera della festa, non riuscendo però a confessarle che ha dormito con Jen, sua sorella. Liam entra nella squadra di surf insieme a Dixon e Teddy. Navid, sempre più geloso di Teddy, cerca di metterlo in difficoltà durante un'intervista al Blaze, facendo infuriare Adrianna. Annie ascolta terrorizzata 'intervista di Teddy: Teddy racconta che qualche mese prima ha provato ad aiutare un barbone investito da un pirata della strada ma che l'uomo è morto.

## Mal di mare
- Titolo originale: Sit Down, You're Rocking the Boat
- Diretto da: Janice Cooke
- Scritto da: Mark Driscoll

### Trama
Teddy invita tutto il gruppo ad una gita sullo yacht di suo padre per fare amicizia. Annie fa del suo meglio per dimostrare che è stata Naomi ad inviare a tutta la scuola la sua foto nuda. Quando i suoi genitori provano a parlare ad Annie della situazione, ciò crea ancora più tensione in famiglia perché Annie continua a non voler parlare dei problemi che la preoccupano, portando Harry a confidare i suoi problemi famigliari a Kelly. Nel frattempo, Dixon incontra una nuova ragazza in un bar, una DJ di nome Sasha, ma mente sulla sua età per poterla conoscere, facendo ingelosire Silver. Navid comincia a dubitare della sua relazione con Adrianna perché Adrianna sembra troppo legata a Teddy. Liam, frustrato e disgustato dalla lotta fra Naomi ed Annie, si rifugia nel suo garage dove comincia a lavorare ad un progetto.

## Verità nascoste
- Titolo originale: The Porn King
- Diretto da: James L. Conway
- Scritto da: Maria Maggenti e Jordan Budde

### Trama
Annie scopre che Jasper Herman, lo strano nipote dell'uomo che ha investito la notte del ballo, frequenta il West Beverly. Navid continua a dirigere il Blaze e fa intervistare Jasper per un articolo su suo zio da Silver e Gia: Jasper si rifiuta di parlare. Nel frattempo, Dixon e Sasha partono insieme per il weekend e Dixon continua a mentire sulla sua vera età. Ma durante il viaggio di ritorno i due bucano una gomma e Sasha trova nel bagagliaio materiale pornografico che in realtà appartiene al padre di Navid e così le bugie di Dixon aumentano. Navid è sempre più geloso dell'amicizia fra Adrianna e Teddy.

## Guai in vista
- Titolo originale: Environmental Hazards
- Diretto da: Jamie Babbit
- Scritto da: Padma L. Atluri e Jennie Snyder Urman

### Trama
Quando Naomi viene a sapere che forse non potrà andare all'università dei suoi sogni, architetta un piano per essere accettata: decide di frequentare Richard, il figlio della donna responsabile per le ammissioni. Naomi però è immediatamente attratta da Jamie, il compagno di stanza di Richard. Nel frattempo, Silver è scioccata quando incontra sua madre ad un incontro degli Alcolisti Anonimi con Adrianna. Quando Adrianna e Navid escono in un doppio appuntamento con Teddy, la serata finisce con un bacio fra Adrianna e Teddy. Sasha comincia ad avere dei dubbi sull'età di Dixon e quando lui confessa di essere ancora un liceale, Sasha lo lascia.

## Amore perduto
- Titolo originale: Wild Alaskan Salmon
- Diretto da: Liz Friedlander
- Scritto da: Mark Driscoll

### Trama
Adrianna rompe con Navid per poter stare con Teddy ma comprende di aver fatto un grande errore quando capisce che Teddy non vuole una storia. Jen continua ad usare Naomi giocando con i suoi sentimenti e le chiede una grande somma di denaro per poter comprare in segreto un cavallo da corsa. Nel frattempo, Annie e Jasper diventano amici quando lui la salva da un brutto appuntamento. Kelly e Silver affrontano la terribile notizia della malattia della madre: Jackie sta morendo di cancro.

## Senza maschera
- Titolo originale: Unmasked
- Diretto da: J. Miller Tobin
- Scritto da: Jennie Snyder Urman

### Trama
Dixon chiude la sua storia con Sasha ma la ragazza la prende molto male e studia un piano per tornare con lui. Nel rapporto fra Harry e Debbie ci sono tensioni per l'amicizia fra Harry e Kelly. Silver vuole aiutare e dare conforto a sua madre durante la malattia mente Kelly non riesce a perdonare la madre per il modo in cui ha cresciuto entrambe le figlie. Liam incontra Ivy Sullivan, una nuova ragazza che entra nella squadra di surf. Naomi continua la sua relazione con Richard ma continua a flirtare con Jamie. Il rapporto fra Annie e Jasper è messo alla prova quando lui cerca di convincerla a rubare una macchina per il suo film.

## Intuito femminile
- Titolo originale: Women's Intuition
- Diretto da: Stuart Gillard
- Scritto da: Rebecca Sinclair

### Trama
Adrianna canta una canzone accompagnata da una chitarra suonata da lei stessa chiedendo perdono a Navid, ma quest'ultimo non intende perdonarla. Adrianna lo supplica ma lui resta fermo sulla sua decisione dicendole che solo per il fatto che Teddy non abbia voluto una relazione ora lei cercava il suo perdono, e dicendole anche che non si è mai meritato un simile trattamento visto che è l'unico che le è sempre stato vicino, ribadendo la fine della loro storia. Dixon racconta ai suoi genitori della storia con Sasha e Debbie decide di verificare la storia. Nel frattempo, Navid e Gia investigano sull'uso di droga al West Beverly e arrivano a Jasper, il nuovo ragazzo di Annie, che sospettano essere uno spacciatore, cosa che Jasper nega. Annie gli crede ma Navid no. Liam, Teddy e Ivy vanno ad un concerto rock dove incontrano anche Ryan e Jen, mentre Navid riceve alcuni consigli per uscire con le ragazze.
- Guest star: Samantha Ronson, Pharrel Williams.

## Viaggio sulla luna
- Titolo originale: A Trip to the Moon
- Diretto da: Rick Rosenthal
- Scritto da: Paul Sciarotta e Jennie Snyder Urman

### Trama
Teddy aiuta Jackie ad organizzare una festa a sorpresa per il mezzo compleanno di Silver. Navid vede Adrianna comprare droga da Jasper e lo affronta: Jasper continua a negare e minaccia Navid. Nel frattempo, Dixon vuole parlare a Sasha dell'aborto ed Harry e Debbie sono obbligati a rivelargli che Sasha non è mai stata incinta. Liam confessa a Dixon, Teddy ed Ivy del suo incontro con Jen alla festa di fine anno di Naomi e vuole organizzare un piano per mostrare a Naomi com'è veramente Jen.

## Sincerità prima di tutto
- Titolo originale: To Thine Own Self Be True
- Diretto da: Mike Listo
- Scritto da: Ben Dougan

### Trama
Annie invita Jasper a casa sua a cena ma la serata non va come previsto quando Dixon racconta ai suoi genitori che Jasper è uno spacciatore. Nel frattempo, la madre di Silver e Kelly viene ricoverata in ospedale e Kelly riesce a ricucire il rapporto con la madre ormai in fin di vita. Naomi è obbligata a svelare le vere motivazioni del suo avvicinamento a Richard quando lui e sua madre la scoprono insieme a Jamie, il compagno di stanza di Richard. Ryan e Jen vanno in campeggio. Navid viene spinto giù dalle scale da Jasper.

## Un piano perfetto
- Titolo originale: And Away They Go
- Diretto da: Harry Sinclair
- Scritto da: Rebecca Sinclair e Natalie Krinsly

### Trama
Adrianna prende una decisione sul suo uso di droga. Silver e Teddy si confidano sulla loro esperienza comune per la morte delle loro madri. Quando Navid si sveglia in ospedale dopo essere stato spinto dalle scale da Jasper, non ricorda cos'è successo o chi l'ha fatto. Annie e Jasper mentono per poter uscire sabato sera. Jen e Naomi vanno all'ippodromo dove Liam, Ivy, Dixon e Teddy le seguono per mettere in atto il loro piano per mostrare a Naomi la vera Jen.

## Racconti d'inverno
- Titolo originale: Winter Wonderland
- Diretto da: David Warren
- Scritto da: Jennie Snyder Urman

### Trama
Navid ricorda che il colpevole del suo "incidente" è Jasper e chiede ad Adrianna di raccontare al preside di Jasper e dello spaccio di droga. Annie va al Ballo d'Inverno con Jasper ed i suoi ex amici le dicono che Jasper è uno spacciatore. Annie affronta Jasper ma lui le rivela che sa che è lei il pirata della strada che ha ucciso suo zio. Teddy dice a Silver cosa prova per lei mentre Naomi e Liam cercano di riprendere la loro relazione. Ivy capisce che Liam vuole Naomi e decide di aiutarli a tornare insieme. Nel frattempo, Debbie cerca di risolvere i problemi con Dixon.

## Malintesi
- Titolo originale: Rats and Heroes
- Diretto da: Stuart Gillard
- Scritto da: Mark Driscoll e Padma L. Atluri

### Trama
Naomi ritorna dalla sua vacanza a St. Bart eccitata all'idea di passare del tempo con Liam. Adrianna e Gia si avvicinano quando si incontrano ad una riunione degli Alcolisti Anonimi e più tardi si baciano al Beach Club. Il piano di Navid per incastrare Jasper si conclude in modo disastroso e Navid è sospeso per possesso di droga. Nel frattempo, Dixon prova a tornare con Silver mentre lei continua a cercare di nascondere i suoi sentimenti per Teddy. Quando Annie decide di rompere con Jasper, lui minaccia di raccontare alle autorità dell'incidente. Harry e Debbie incontrano Kelly ad un evento a scuola e Debbie affronta Kelly per la cotta che Kelly ha per Harry. Questo porta Debbie ad organizzare un appuntamento fra Kelly e il suo istruttore di yoga, Kai, ma l'uomo sembra più interessato a Debbie. Ultimo episodio con Jennie Garth.

## Guerra tra donne
- Titolo originale: Girl Fight
- Diretto da: Fred Gerber
- Scritto da: Rebecca Sinclair e Jennie Snyder Urman

### Trama
Gli amici di Annie diventano sospettosi sul motivo per cui lei continui ad uscire con Jasper, mentre lui continua a molestare Annie con prove del suo incidente. Nel frattempo, Naomi chiede ad Ivy di aiutarla ad avvicinarsi a Liam, tentativo che si conclude con un litigio fra le due ragazze. L'amicizia fra Adrianna e Gia continua a crescere. Silver e Dixon decidono di non tornare insieme e di restare soltanto amici. Silver e Teddy cercano di far funzionare la loro storia dopo che Dixon confessa di aver provato intenzionalmente a separarli. Ivy va dalla sua madre hippie per cercare conforto dopo che Liam sceglie Naomi. Anche Ryan incontra la madre di Ivy, Laurel, cercando di superare la fine della sua storia con Jen. Nel finale arriva la madre naturale di Dixon.

## Siamo solo all'inizio
- Titolo originale: What's Past is Prologue
- Diretto da: Norman Buckley
- Scritto da: Daniel Arkin

### Trama
Gia porta Adrianna ad un'audizione da cantante in una nuova band rock di sole ragazze e ammette con riluttanza di avere una cotta per lei. La madre naturale di Dixon, Dana, cerca di creare un nuovo rapporto con il figlio. Nel frattempo, Silver diventa gelosa dell'attenzione femminile che Teddy riceve durante il loro primo appuntamento ufficiale. Navid torna a scuola dopo la sospensione e scopre che Naomi ha preso il controllo del Blaze e che ha perfino creato una sezione dedicata al gossip. Navid chiede di uscire a Laila, la nuova volontaria del Blaze e bassista della band di Adrianna. Annie capisce che Jasper ha cominciato a molestarla ed è frustrata perché non può confidarsi con nessuno. Debbie confida al suo insegnante di yoga, Kai, della madre naturale di Dixon.

## Risvolti imprevisti
- Titolo originale: Clark Raving Mad
- Diretto da: Stuart Gillard
- Scritto da: Tod Himmel

### Trama
Il nuovo insegnante del West Beverly, il signor Cannon, prende subito per il verso sbagliato Naomi, che dopo essere stata umiliata dal professore, comincia a far girare voci su molestie sessuali. Nel frattempo, Adrianna racconta alle sue amiche dei suoi sentimenti per Gia e decide di uscire con la ragazza. Teddy mette alla prova l'interesse di Silver cercando di ingelosirla flirtando con altre ragazze. Dixon si avvicina a Dana, la madre naturale, e Dixon comincia ad appassionarsi alle scommesse sportive, un'abitudine saltuaria di Dana. Dana vede Kai provarci con Debbie. Liam ed Annie vedono il patrigno di Liam con un'altra donna e Liam se ne va di casa. Alla fine, Jasper chiama Annie e le fa capire che sta per suicidarsi, cosa che fa sentire in colpa Annie.

## Il gioco delle coppie
- Titolo originale: Sweaty Palms and Weak Knees
- Diretto da: Krishna Rao
- Scritto da: Ben Dougan

### Trama
Dixon e Ivy fingono di stare insieme quando si sentono esclusi dopo aver visto Teddy e Silver e Naomi e Liam in un appuntamento a quattro al Beach Club. Jasper tenta il suicidio buttandosi dalla scritta di Hollywood e finisce in ospedale. Annie ha paura che Jasper racconti il suo segreto. Mentre Adrianna continua a provare con la band per il loro grande debutto al Beach Club, lei e Gia rendono finalmente ufficiale la loro relazione. Dixon perde il controllo con le scommesse mentre Liam incoraggia Naomi a sporgere denuncia contro il signor Cannon.

## Un'altra possibilità
- Titolo originale: Another Another Chance
- Diretto da: Millicent Shelton
- Scritto da: Scott Weinger

### Trama
Naomi è obbligata a testimoniare durante l'udienza per le molestie sessuali subite. Annie prova a dimenticare la sua relazione con Jasper cercando di comprare un'auto nuova con Silver. Ma quando Annie e Silver passano vicino al luogo dell'incidente, il senso di colpa ha il sopravvento. Nel frattempo, Dixon e Ivy proseguono la loro finta relazione. Sia Gia che Lila si sentono a disagio per l'amicizia di Adrianna e Navid e Gia tradisce Adrianna. Ryan continua ad uscire con Laurel, la problematica madre di Ivy, che lo porta all'amore libero e a fumare marijuana. Alla fine, Liam riceve una visita a sorpresa da suo padre che è stato rilasciato da poco dalla prigione e prova a riavvicinarsi con il figlio.

## Esami finali
- Titolo originale: Multiple Choices
- Diretto da: Liz Friedlander
- Scritto da: Paul Sciarrotta

### Trama
Come risultato delle sue false accuse di molestie sessuali contro il suo professore, Naomi è obbligata a fare servizio per la comunità e si scusa pubblicamente per il problema che ha creato. Il gruppo si prepara all'esame per l'ammissione al college e Silver non è d'accordo con la decisione di Teddy di non andare al college per concentrarsi sulla sua carriera da tennista e la situazione diventa ancora più tesa quando Silver incontra il padre di Teddy, un famoso attore, ad una partita di tennis di Teddy. Liam e suo padre Finn cercano di ricostruire il loro rapporto. Navid e Dixon organizzano una partita di poker clandestina che finisce malissimo per Dixon: Dixon perde il controllo mentre scommette e a fine serata deve 6000 $ a Mark, uno studente problematico esperto di poker (è lo stesso Mark che aveva fatto la foto di Annie nuda all'inizio dell'anno scolastico). Debbie rivela a Harry di aver baciato un altro uomo e i due iniziano a discutere dei loro problemi. Annie sente la conversazione dei suoi genitori e va da Liam in cerca di conforto. Proprio quando Naomi pensa che la sua vita stia di nuovo andando per il verso giusto, torna a Beverly Hills Jen con la novità che lei e il suo marito francese sono i nuovi proprietari del Beach Club.

## Metti una sera a cena
- Titolo originale: Meet the Parent
- Diretto da: Stuart Gillard
- Scritto da: Jessica Chaffin

### Trama
Il conflitto personale fra Naomi e Jen peggiora quando Jen si trasferisce a casa di Naomi e minaccia di mandarla via da casa. Ma Naomi passa al contrattacco raccontando i segreti di Jen al marito, Olivier. Nel frattempo, Teddy invita Silver a cena a casa sua per farle conoscere suo padre, ma le cose non vanno come sperato a causa delle loro grandi differenze di pensiero: il padre, Spence, disapprova la decisione del figlio di frequentare Silver. Navid capisce di provare ancora qualcosa per Adrianna dopo che la ragazza gli chiede aiuto per scrivere una canzone per il famoso Javier, cantante pop. La madre di Ivy, Laurel, chiede ad Adrianna di registrare un demo insieme a Javier. Navid rompe con Lila. Dixon invita Ivy a cena a casa sua quando Harry e Debbie sono fuori ma quando i due tornano a casa improvvisamente, l'appuntamento ha una svolta imprevista. Annie e Liam si danno conforto a vicenda perché Naomi è troppo impegnata con Jen per aiutare Liam: il padre di Liam, Finn, prende i soldi che Liam gli dà per aprire la sua nuova attività e scappa dalla città. Anche Ryan è sconvolto dal ritorno di Jen e ricomincia a bere.

## Javianna
- Titolo originale: Javianna
- Diretto da: James L. Conway
- Scritto da: Jennie Snyder Urman

### Trama
Adrianna continua ad uscire con la pop star Javier mentre Navid cerca il coraggio per dirle quello che prova ancora per lei. Jen prende il controllo delle finanze di Naomi e obbliga la ragazza a vivere con un budget ridotto. Senza le sue carte di credito, Naomi è troppo distratta per accorgersi che Liam ha bisogno di conforto dopo la partenza del padre e Liam si rivolge ad Annie. Nonostante il consiglio di Spence, Teddy rifiuta di chiudere la storia con Silver e i due decidono di passare la notte insieme. Nel frattempo, Ivy chiede a Dixon di trascorrere l'estate in Australia con lei e la madre Laurel ma i genitori di Dixon non sono d'accordo. I problemi fra Debbie e Harry aumentano quando lei scopre che Harry le ha mentito sui problemi di Dixon e sulle sue scommesse. Jasper ritorna da Annie per chiarire la fine della loro storia.

## Confessioni
- Titolo originale: Confessions
- Diretto da: Rebecca Sinclair
- Scritto da: Rebecca Sinclair

### Trama
Dopo aver chiuso la storia con Naomi, Liam invita Annie ad andare in barca con lui. Dopo aver visto Liam nel confessare il furto della moneta del suo patrigno, Annie trova il coraggio di confessare l'incidente ai suoi genitori. Jasper, geloso del rapporto fra Liam ed Annie, dà fuoco alla barca di Liam ma viene colto sul fatto da Liam stesso che lo picchia. Silver confessa a Teddy cos'è successo con Spence. Adrianna è in dubbio sulla sua decisione di partire in tour con Javier dopo che lei e Navid sono tornati insieme. Dixon e Ivy litigano dopo che lui le dice di aver baciato Silver ma la situazione peggiora quando Dixon scopre di non poter partire con lei. Naomi scopre che Jen è incinta da 5 mesi e che il padre è Ryan, dopo aver rubato il test di paternità. Jen rifiuta l'offerta di Ryan di far parte della vita del bambino e Ryan, ubriaco, ha un incidente in auto davanti al West Beverly. Mark minaccia Harry per aver coperto Dixon quando lui e Dixon sono entrati di nascosto a scuola e Harry decide di confessare tutto: Harry viene licenziato. Dixon scappa di casa per andare in Australia mentre Harry e Debbie litigano. Durante il ballo di fine anno, Naomi e il signor Cannon restano soli in aula e Naomi capisce troppo tardi le intenzioni del signor Cannon che lei aveva ingiustamente accusato di molestie in precedenza e viene stuprata da quest'ultimo.